# Дітер Генесс
Дітер Генесс (нім. Dieter Hoeneß, нар. 7 січня 1953, Ульм) — колишній німецький футболіст, що грав на позиції нападника. Відомий, зокрема, виступами за «Аален», «Штутгарт», «Баварія», а також національну збірну ФРН. Молодший брат Улі Генесса.

## Клубна кар'єра
Дітер Генесс футбольну пройшов футбольну школу в клубах «Ульм» та «Ульм 1846». В дорослому футболі він дебютував на аматорському рівні в клубі «Аален». 1975 року він перейшов у професійний «Штутгарт», який тоді виступав у другому дивізіоні. Через два сезони «Штутгарт» вийшов у Бундеслігу. До того часу Дітер вже встиг забити 19 голів за команду в чемпіонаті. Після сезону 1978-79, в якому Геннес забив 16 голів, а «Штутгарт» фінішував на другому місці, гравця підписала «Баварія». В новому клубі Дітер Генесс виріс в індивідуальній майстерності та здобув 5 чемпіонських титулів і 3 кубка країни. 1987 року у 34 роки він завершив кар'єру гравця. Фінал Кубка європейських чемпіонів сезону 1986-87 програний «Порту» став для нього останнім матчем в єврокубках.

## Виступи за збірну
За збірну ФРН Дітер Генесс провів 6 матчів і забив 4 голи. За національну команду він дебютував 22 травня 1979 року в матчі проти збірної Ірландії. Наступного разу Дітер зіграв за збірну за місяць проти Ісландії (обидва матчі були товариськими, проводилися на виїзді і закінчилися перемогою німців з однаковим рахунком 3-1). 
Після цього сім років не було викликів у «бундестім». Однак після вдалого сезону в «Баварії» — дубль та 15 голів у лізі, ветерана взяли на Чемпіонат світу 1986 в Мексиці. На мундіалі Генесс двічі з'являвся на полі, обидва рази виходячи на заміну: у чвертьфінальному матчі зі збірною Мексики (0:0, по пенальті 4:1) і у фінальному поєдинку з аргентинцями (2:3).

## Титули і досягнення
«Штутгарт»
- Чемпіонат ФРН
  - Срібний призер (1): 1978–79

«Баварія»
- Чемпіонат ФРН
  - Чемпіон (5): 1979–80, 1980–81, 1984–85, 1985–86, 1986–87
- Кубок ФРН
  - Володар (3): 1981–82, 1983–84, 1985–86
  - Фіналіст (1): 1984–85
- Суперкубок ФРН
  - Володар (1): 1982
- Кубок європейських чемпіонів
  - Фіналіст (2): 1981–82, 1986–87

Збірна ФРН
- Чемпіонат Світу
  - Фіналіст (1): 1986